# پلو گوجه
پلو گوجه یا دمی گوجه‌فرنگی یکی از خوراک‌های ایرانی است و در ایران به دمی گوجه معروف است که اساس آن بر استفاده از برنج است. طرز تهیه این غذا در دوره قاجار از ترکیه به ایران وارد شد.

## اصالت
این غذای خوشمزه، در دوران قاجار از کشور ترکیه وارد ایران شد و در‌نهایت، امروزه، به یک غذای پرطرفدار تبدیل شده است. از آن‌جایی که در زمان قاجار، تهران پایتخت کشور بود، دمی گوجه اصالت شهر تهران را گرفت و به یکی از انواع غذاهای محلی شهر تهران تبدیل شد.

## مواد لازم
- برنج
- گوجه
- پیاز
- سیب زمینی
- گوشت چرخ کرده یا سویا
- نمک و فلفل سیاه
- زردچوبه و روغن

## روش پخت
اولین مرحله از طرز تهیه دمی گوجه ساده این است که پیاز را به شکل نگینی ریز کاملا خرد کنید و بعد آن را در مقداری روغن تفت دهید و هم‌زمان که پیاز سرخ می‌شود گوجه‌ها را آماده کنید. برای این کار روی پوست گوجه از چهار طرف گوجه خراش ایجاد کنید و بعد آن‌ها را داخل آب در حال جوش بیاندازید تا بتوانید پوست گوجه را راحت‌تر بگیرید.
در نهایت روی پیاز در حال سرخ شدن مقداری زردچوبه و ادویه مناسب گوجه بریزید و هم بزنید و هم‌زمان گوجه را از آب جوش در بیاورید و بگذارید خنک شود بعد پوست گوجه را به راحتی از آن جدا کنید و گوجه را به شکل نگینی ریزی خرد کنید.
اکنون گوجه خرد شده را به پیاز در حال سرخ شدن اضافه کنید و هم بزنید کمی که آب گوجه کشیده شد و گوجه در روغن خوب تفت خورد، برنج را اضافه کنید و هم بزنید. در نهایت هم آب اضافه کنید و اجازه دهید آب به جوش آید و در نهایت کامل بخار شود. در این مرحله در قابلمه را ببندید وقتی که آب کامل تبخیر شد مقداری کره یا روغن به برنج آماده کنید و هم بزنید و در نهایت دم کنی را روی در قابلمه بگذارید و اجازه دهید دمی گوجه شما حدود ۴۵ دقیقه با حرارت کم دم بکشد.